# NGC 6609
NGC 6609 је спирална галаксија у сазвежђу Змај која се налази на NGC листи објеката дубоког неба.
Деклинација објекта је + 61° 19' 56" а ректасцензија 18h 12m 33,6s. Привидна величина (магнитуда) објекта NGC 6609 износи 14,5 а фотографска магнитуда 15,3. NGC 6609 је још познат и под ознакама MCG 10-26-25, CGCG 301-21, 7ZW 773, KAZ 190, PGC 61559.